# Gillette (Wyoming)
Gillette é uma cidade localizada no estado norte-americano do Wyoming, no Condado de Campbell.

## Geografia
De acordo com o United States Census Bureau, a cidade tem uma área de 49,2 km², onde 49,1 km² estão cobertos por terra e 0,08 km² por água.

### Localidades na vizinhança
O diagrama seguinte representa as localidades num raio de 68 km ao redor de Gillette.

## Demografia
Segundo o censo nacional de 2010, a sua população é de 29 087 habitantes e sua densidade populacional é de 592 hab/km². É a quarta cidade mais populosa do Wyoming. Possui 12 153 residências, que resulta em uma densidade de 247,35 residências/km².